# A2PRL
A2PRL (Agence de presse pour les radios locales, anciennement AFP audio) est une agence de presse audio.
Fondée en 1984 par l'AFP, l'AFP audio propose la plus ancienne bande de programmes pour les radios locales. L'AFP audio connaît un désengagement progressif de l'AFP au cours des années 1990 et est rachetée par le groupe Europe 1 Communication à la fin de la décennie. Le groupe Lagardère prend le contrôle de ce qui est désormais l'A2PRL en 2004. En 2014, l'A2PRL est rachetée par le groupe toulousain Mediameeting.
L'A2PRL est la première agence de presse audio en France et propose des flashs, journaux et chroniques prêts à diffuser.

## Histoire

### 1984 - 2004: l'AFP audio

#### 1984 - 1995: l'AFP audio sous l'AFP
Avec la libéralisation du secteur de l'audiovisuel par les lois de 1981-1982, il n'y a plus de monopole public ce qui provoque une augmentation accrue du nombre de radios libres locales. Sous l'impulsion d'Henri Pigeat, l'AFP développe un service à destination des radios associatives et privées, nommé AFP-Flash.
Durant cette décennie, ce service se professionnalise sous la direction d'Alain Faudeux et fonctionne comme une entreprise autonome au sein de l'AFP. À l'issue de cette professionnalisation, l'agence de presse envoie ses programmes à ses clients par satellite. Dans le cadre de ses programmes, il pouvait s'agir de programmes musicaux non identifiés et pouvant être réutilisés par plusieurs radios. Son principal concurrent à cette époque est BBC-Infos.
L'ancêtre d'A2PRL diffuse ses programmes sonores avec l'appui de correspondants de l'agence de l'AFP dans le monde.
Depuis 1985 et à défaut de pouvoir diffuser de la publicité, l'AFP audio est déficitaire accusant une perte de 30 millions de francs, soit entre deux et quatre millions chaque année. Par conséquent, l'AFP se désengage progressivement avec l'arrivée de la publicité sur les radios locales.
Toutefois, l'AFP réutilise depuis 2021 la marque AFP audio dans le cadre d'une nouvelle offre de services.

#### 1995 - 2004: l'AFP audio sous Europe 2

Europe 2

Le groupe Europe 1 Communication, via sa filiale Europe 2, devient majoritaire à hauteur de 70% au sein de l'AFP audio,. Le groupe est contraint de céder certaines de ses parts en raison d'un dépassement du seuil d'audience,.
En 1995, le fil de l'AFP audio alimente 115 radios indépendantes en France,,.
Entre les années 1997 et 2000, l'AFP audio est dirigée par Frédéric Schlesinger.

### 2004 - de nos jours: A2PRL

#### 2004 - 2014: AFP audio devient A2PRL

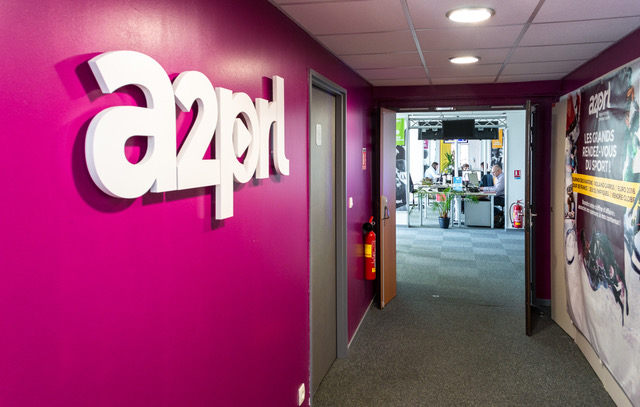
Locaux d'A2PRL à Toulouse

L'AFP Audio devient en 2004 A2PRL, l'acronyme pour Agence de presse pour les radios locales,,.

#### Depuis 2014: Rachat de l'A2PRL par Mediameeting
Dès janvier 2014, le Groupe Lagardère envisage de se séparer rapidement de sa filiale, cette information n'est révélée qu'en mars de la même année,.  Le groupe Mediameeting, basé à Toulouse, rachète en mai 2014 A2PRL, passant ainsi de 80 à 130 salariés,,.
A2PRL abandonne la diffusion par satellite avec l'arrivée de l'ADSL et de la fibre optique.
En 2015, l'agence déménage dans de nouveaux locaux et réalise un chiffre d’affaires qui atteint 1 161 400 €,.
L'agence ouvre un bureau en région parisienne en 2016.

En 2019, l'agence de presse produit 1 500 éditions chaque semaine, figurant en premier plan dans le paysage radiophonique français avec 4 millions d'auditeurs journaliers.
Ce qui fait dire à son directeur, Sylvain Athiel, que « vous pouvez […] traverser la France en diagonale et vous n’allez pas quitter A2PRL ».
En 2022, A2PRL produit environ 18 000 fichiers audios chaque semaine pour plus de 200 diffuseurs. L'agence de presse, par le biais des audiences de ses abonnés, compte 6 millions d'auditeurs selon son directeur.

## Ligne éditoriale

### Thématiques
Elle fournit des prestations sur les flashs d'information, qu'il s'agisse de l'information nationale, locale, outre-mer ou encore des bonnes nouvelles.
L’agence A2PRL, contrairement à l’ancienne AFP Audio, ne propose plus de programmes musicaux, excepté une chronique sur l'histoire des chansons.
A2PRL lance, à partir 2015, une formule "sports",. Dans le cadre de cette formule, elle est accréditée par l'UEFA Euro 2016 et dans d'autres évènements sportifs de grande importance (Roland Garros 2022, Tour de France 2022, Coupe du monde de football 2022).

## Indépendance
A2PRL, comme toute agence de presse, est indépendante et ne compte pas d'actionnaires. En tant qu'agence de presse, elle n'emploie que des journalistes professionnels titulaires de la carte de presse avec une forte exigence,.
A2PRL est reconnue par le ministère de la Culture et par la Commission paritaire des publications et agences de presse (CPPAP).
L'agence est adhérente à la Fédération française des agences de presse et contribue financièrement au Conseil de déontologie journalistique et de médiation.
Son directeur général, Sylvain Athiel, a été élu secrétaire général du Syndicat des Agences de Presse audiovisuelles.

## Modèle économique
Le modèle économique de l'agence repose sur la production de flashs à destination de radios associatives ou privées.

## Identité visuelle

Premier logo d'A2PRL
Second logo d'A2PRL sous Lagardère
Logo actuel d'A2PRL depuis 2014[22]
Logo alternatif d'A2PRL en carré depuis 2014

### Travaux universitaires

#### Thèse universitaire
- Jade Azzoug Montane, L’AFP, une entreprise unique. Des origines de l’Agence à l’histoire de son statut d’exception, Université de Versailles St-Quentin-en-Yvelines, 2019, 389 p.

#### Article universitaire
- Thomas Douniès, Cyriac Gousset, Maialen Pagiusco, "Les voix de la France. La production centralisée et standardisée de l’information radiophonique locale", in Politique de communication 2019/1 (°12), pages 147 à 173.

### Livres
- Xavier Baron, Le monde en direct: De Charles-Louis Havas à l'AFP, deux siècles d'histoire, Éditions La Découverte, 2014, 300 p.
- Jean Huteau, Bernard Ullmann, AFP. Une histoire de l'agence France-Presse, 1944-1990., Paris, Robert Laffont, 1992, 570 p.
- Henri Pigeat, Le nouveau désordre mondial de l'information, Paris, Hachette, 1987, 244 p.